# 멀린 (콘솔)

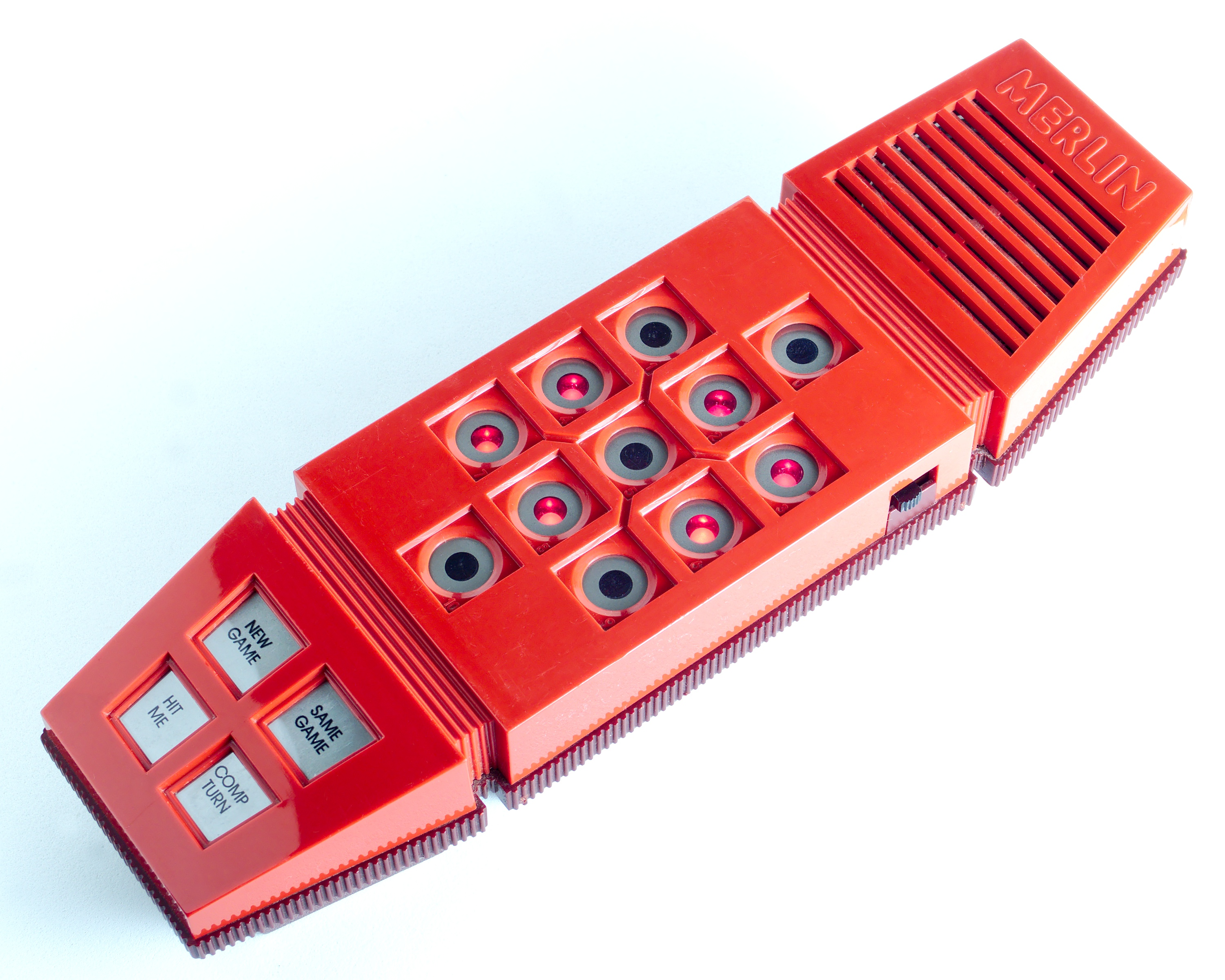
매직 스퀘어를 플레이하는 멀린

멀린(Merlin 또는 Merlin The Electronic Wizard, MERLIN)은 1978년 파커 브라더스가 처음 만든 휴대용 전자 게임이다.
이 게임은 전 NASA 직원 밥 도일, 그의 아내 홀리 및 처남 웬들 토마스가 발명했다. 멀린은 초기 출시 기간 동안 500만 개가 넘는 판매량을 기록한 가장 초기이자 가장 인기 있는 휴대용 게임 중 하나로 주목할 만하며, 1980년대 내내 인기를 유지하며 가장 오래 지속된 게임 중 하나이다. 밀턴 브래들리 컴퍼니에서 2004년에 게임 버전을 다시 출시했다.